# Arts en medicijnman
Arts en medicijnman was een tentoonstelling die van 10 december 1957 tot 5 mei 1958 te zien was in het Tropenmuseum in Amsterdam.
De doelstelling van de tentoonstelling "Arts en medicijnman" was te laten zien dat in vrijwel elke cultuur ter wereld specialisten zijn wier taak het is ziekten te bestrijden. Hun benadering en middelen trachten het lichamelijke en geestelijke lijden van het individu te verlichten, maar in een aantal gevallen ook de samenleving veilig te stellen voor calamiteiten, zoals in het geval van besmettelijke ziekten en epidemieën. Deze functionarissen kunnen artsen zijn, maar ook traditionele genezers of medicijnmannen. 
De tentoonstelling velde nergens een oordeel over de effectiviteit van het optreden van de al dan niet westers geschoolde genezers, maar stelde hun praktijken naast elkaar. De voornaamste vraag was daarbij in hoeverre universele waarden konden worden aangetoond die culturele grenzen en sociale structuren overschreden, waarbij overigens de oplossing van deze vraag werd overgelaten aan de gedachten en associaties van de bezoekers van de expositie.
Aandacht werd besteed aan de overeenkomsten en verschillen tussen arts en medicijnman, aan hoe wordt gedacht over de oorsprong en aard van ziekten, de totstandkoming van de diagnose, de geneesmiddelen en de chirurgische ingrepen. Vooral de getrepaneerde schedels uit verscheidene delen van de wereld trokken de aandacht. Verder was er een overvloed aan voorouder- en ziektebeelden, beschermende amuletten, orakelinstrumenten, maskers die ziektedemonen op een afstand moeten houden, maar ook extractietangen van de tanden en kiezen trekkende chirurgijn en moderne medische apparatuur en hulpmiddelen.
Bruiklenen voor de tentoonstelling kwamen van twintig musea en particulieren in binnen- en buitenland, waaronder in Nederland het Rijksmuseum voor Volkenkunde, het Fries Museum, Hans Feriz en J.P. Kleiweg de Zwaan. Bij de tentoonstelling verscheen geen nummercatalogus, maar een met foto's en tekeningen geïllustreerd boekje waarin de thema's wat uitgebreider worden besproken.

## Bron
- Herman C. van Renselaar, Arts en medicijnman. Amsterdam: Tropenmuseum, 1957